# نازنین کانتراکتور
نازنین کانتراکتور (انگلیسی: Nazneen Contractor؛ زادهٔ ۲۶ اوت ۱۹۸۲) بازیگر اهل کانادا است. وی زادهٔ بمبئی است و پدر و مادرش از پارسیان هند هستند.
از فیلم‌ها یا برنامه‌های تلویزیونی که وی در آن نقش داشته‌است، می‌توان به ۲۴، پیشتازان فضا به‌سوی تاریکی، کسل، قواعد نامزدی، مظنون، رومن جی. ایزریل، وکیل دادگستری و انتقام اشاره کرد.